# 1989 TP16
1989 TP16 är en asteroid i huvudbältet som upptäcktes den 4 oktober 1989 av den belgiske astronomen Henri Debehogne vid La Silla-observatoriet.
Asteroiden har en diameter på ungefär 11 kilometer och den tillhör asteroidgruppen Themis.